# يوم وتر طيء
يوم وتر طيء من أيام العرب في الجاهلية، بين بنو دارم من تميم وبين قبيلة طيء، وقد حدث ذلك اليوم بعد موت زرارة بن عدس.

## سبب المعركة
لما حضر زرارة الموت جمع بنيه و أهل بيته ثم قال: «إنه لم يبق لي عند أحد من العرب وتر، إلا قد أدركته؛ غير تحضيض الطائيّ ابن ملقط الملك علينا، حتى صنع ما صنع، فأيّكم يضمن لي طلب ذلك من طيء؟»
فقال له عمرو بن عمرو بن عدس بن زيد بن عبدالله بن دارم: «أنا لك بذلك، يا عماه لقد أسندت إلي أبعدهما شقة وأشدهما شوكة». ومات زرارة.

## المعركة
غزا عمرو بن عمرو بن عدس ببني دارم على طيء في الهييماء، فقتل منهم بشراً كثيراً وسَبى وأَسر، وقد كَثُر القَتل في جديلة من طيء، وهرب عمرو بن ملقط الطائي قائدهم.

وفي ذلك اليوم قال علقمة الفحل:

وقال الفرزدق مفتخرا بذلك اليوم: